# Challenger 2
De Challenger 2 is de huidige Main Battle Tank van het Verenigd Koninkrijk.

## Ontwikkeling
Nadat begin jaren tachtig de Challenger 1 in gebruik was genomen bleek al snel dat dit voertuig — in wezen niets anders dan een omgebouwde Chieftain — inferieur was in prestaties aan de Duitse Leopard 2 en de Amerikaanse M-1 Abrams. Het was te traag, mechanisch onbetrouwbaar en verloor steeds op pijnlijke wijze tijdens internationale schietwedstrijden. Door budgettaire problemen gedwongen had men het indertijd door de Sjah van Perzië betaalde Shir-2-project maar zo goed en zo kwaad als het ging gecombineerd met de ruime materieelreserve aan bestaande Chieftains en net gedaan alsof men een gloednieuwe hypermoderne tank had aangeschaft. Vooral het oude vuurcontrolesysteem, met slechte kanonstabilisatie, maakte dat de Challenger geen serieuze concurrent voor de andere twee westerse tanks was. In 1987 kwam het hierover tot een grote politieke rel. Even overwoog men dan maar zelf de Leopard 2 of de M-1 Abrams aan te schaffen, maar de Britse recessie van 1988 maakte dat financieel onmogelijk en de perestroika van Michael Gorbatsjov het militair overbodig. Er werd besloten Vickers alleen een volledig nieuwe koepel te laten ontwikkelen en verder het bestaande rompontwerp te verbeteren.

## Beschrijving
Omdat de Challenger 2 nog steeds in wezen dezelfde romp heeft, maakt die nog gebruik van de hydropneumatische ophanging die bij de Challenger 1 moest worden gebruikt omdat de Chieftainromp geen interne ruimte had voor een torsiestaafophanging. Het hydropneumatische systeem is comfortabel maar zeer onderhoudsgevoelig. De tank is ook nog vrij traag met een maximumsnelheid op de weg van 57 km/h; de 1200pk-motor werd niet door een krachtiger type vervangen. De beladen massa bedraagt ongeveer 70 ton.
De nieuwe koepel beschikt over een modern volledig gestabiliseerd hunter-killer vuurcontrolesysteem dat het de commandant toestaat verschillende doelen te volgen. Wel wordt nog steeds het ouderwetse 120mm-kanon met getrokken loop gebruikt omdat men nog grote voorraden had van de bijbehorende munitie. De oude configuratie van de Challenger 1 geschutskoepel — in wezen de oude gegoten Chieftaintoren met erop een dikke laag Chobhampantser (vermoedelijk boriumcarbide-modules) — maakte het voertuig wel de best bepantserde tank van de vroege jaren tachtig maar ook erg zwaar voor een gegeven bescherming. Zij werd nu vervangen door een efficiënter Dorchester-pantser, bestaande uit een binnenlaag van kopse wolfraamstaven, gevat in een titanium frame en een buitenste laag van neo-keramische tegels van een onbekend type. Het is mogelijk dat de oude dure boriumcarbidemodules opgebruikt werden totdat ze te erg kapot getrild waren en daarna vervangen door het goedkopere siliciumcarbide dat de laatste jaren steeds beter van kwaliteit geworden is. Het grote verschil met de eerste toren is dat de tank in een normale horizontale positie beter beschermd wordt (ongeveer 1400 in plaats van 700mm-staalequivalentie tegen staafpenetratoren); de oude toren met zijn afgeschuinde [[[gietstaal|gietstalen]] binnenste koepel kon deze waarden alleen benaderen als de tank in een rompgedekte positie 10° achterover helde.

## Operationele geschiedenis

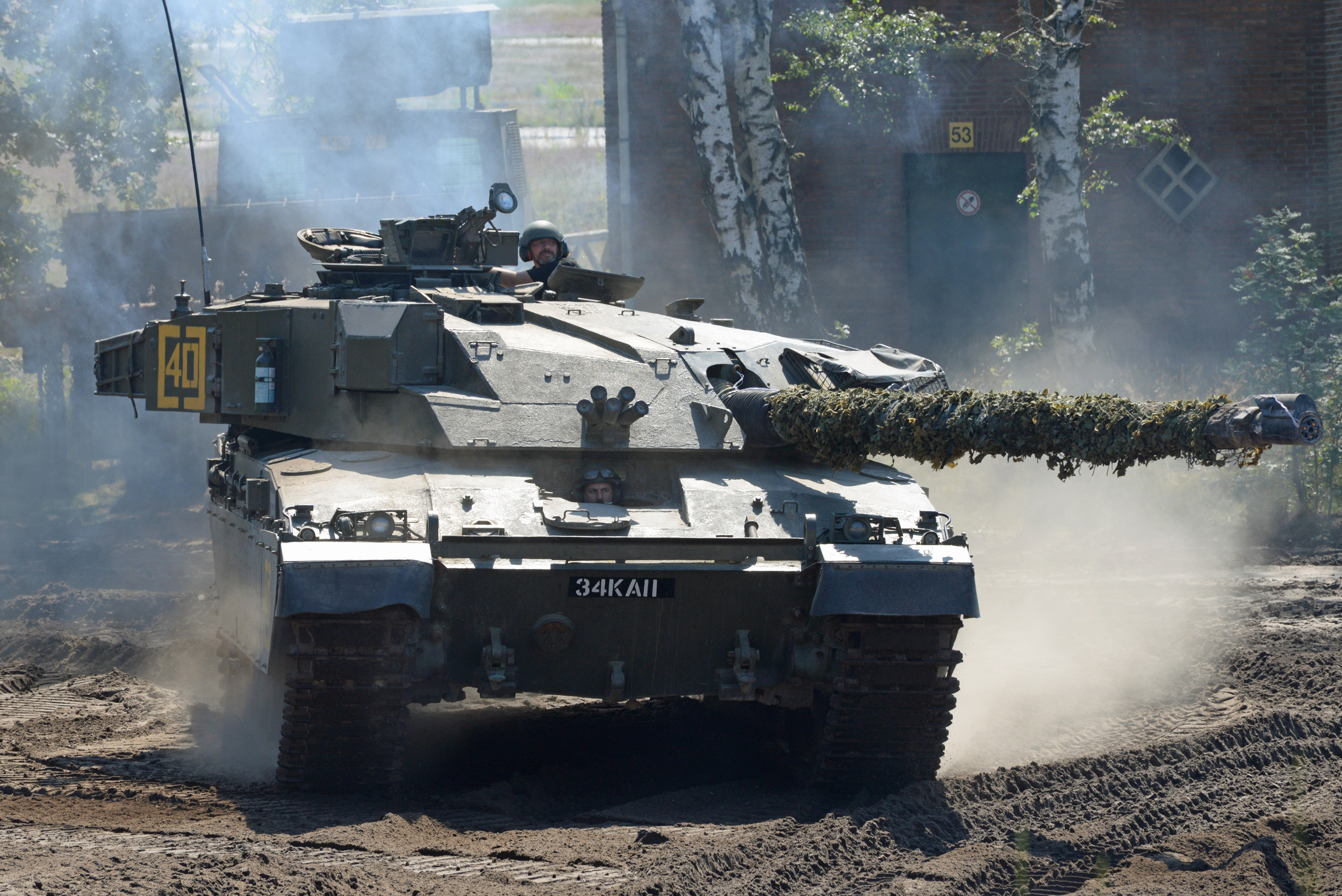
Challenger tank tijdens het tankevent Nationaal Militair Museum 2019

Van de Challenger 2 zijn er in de jaren negentig 386 stuks aangeschaft. Het is niet bekend óf en in hoeverre het hier alleen om nieuwe koepels ging die op bestaande omgebouwde rompen werden geïnstalleerd; het Britse leger werd in die tijd sterk ingekrompen en veel Challenger 1 waren anders toch overcompleet. Alle nog overgebleven Britse tankeenheden zijn nu uitgerust met de Challenger 2. Oman heeft 38 tanks aangeschaft.
De eerste gevechtsinzet van de Challenger 2 heeft plaatsgevonden tijdens de Irakoorlog toen tijdens de invasie van Irak in 2003 de 7e Pantserbrigade werd ingezet werd bij Basra. Twee bemanningsleden van een voertuig sneuvelden omdat het door een andere Challenger voor een oprukkende T-55 werd aangezien en op de zijkant van de toren geraakt, die niet doorslagen werd; ze raakten dodelijk gewond door een explosie van de HESH-granaat die gebruikt werd, omdat ze met hun bovenlichaam uit de torenluiken staken.
Per 4 maart 2023 heeft het Verenigd Koninkrijk minstens 28 Challenger 2-tanks aan de Oekraïense Krijgsmacht toegezegd. Vanaf augustus 2023 werden de eerste veertien in de oorlog tegen Rusland worden ingezet. Per 5 september 2023 was er daarvan ten minste een verloren gegaan. De bemanning overleefde dat. Ook toen Oekraïne de Russische Oblast Koersk in augustus 2024 binnenviel waren er Challenger-2 bij betrokken.

## Challenger 2E
Eind jaren negentig werd de Challenger 2E ontwikkeld; een voertuig voornamelijk bedoeld voor de, tot dan toe zeer tegenvallende, export. Het zwakke punt van de Challenger, de lage mobiliteit, werd verbeterd door de inbouw van een 1500pk-motor. Door toepassing van de beste materialen werd dit een van de zwaarst gepantserde tanks ter wereld. Niemand wilde het voertuig echter aanschaffen en nadat ook het Griekse leger voor de Leopard 2 koos, is de ontwikkeling in 2005 beëindigd.